# Taringa faba
Taringa faba é uma espécie de molusco pertencente à família Discodorididae.
A autoridade científica da espécie é Ballesteros, Llera & Ortea, tendo sido descrita no ano de 1985.
Trata-se de uma espécie presente no território português, incluindo a zona económica exclusiva.